# Utkání hvězd KHL
Utkání hvězd KHL (rusky: Матч всех звёзд Континентальной хоккейной лиги) je exhibičním zápasem v ledním hokeji, který je pořádán tradičně v polovině sezóny Kontinentální hokejové ligy, mezinárodní ligy hrající se převážně v Rusku.

## Formát
V minulosti se Utkání hvězd skládalo pouze z jednoho zápasu, např. výběr ruských hráčů proti výběru hráčů z jiných zemí. Od ročníku 2017 se hraje turnajovým systémem, kdy proti sobě nastupují zástupci jednotlivých divizí, do kterých jsou kluby KHL rozděleny.

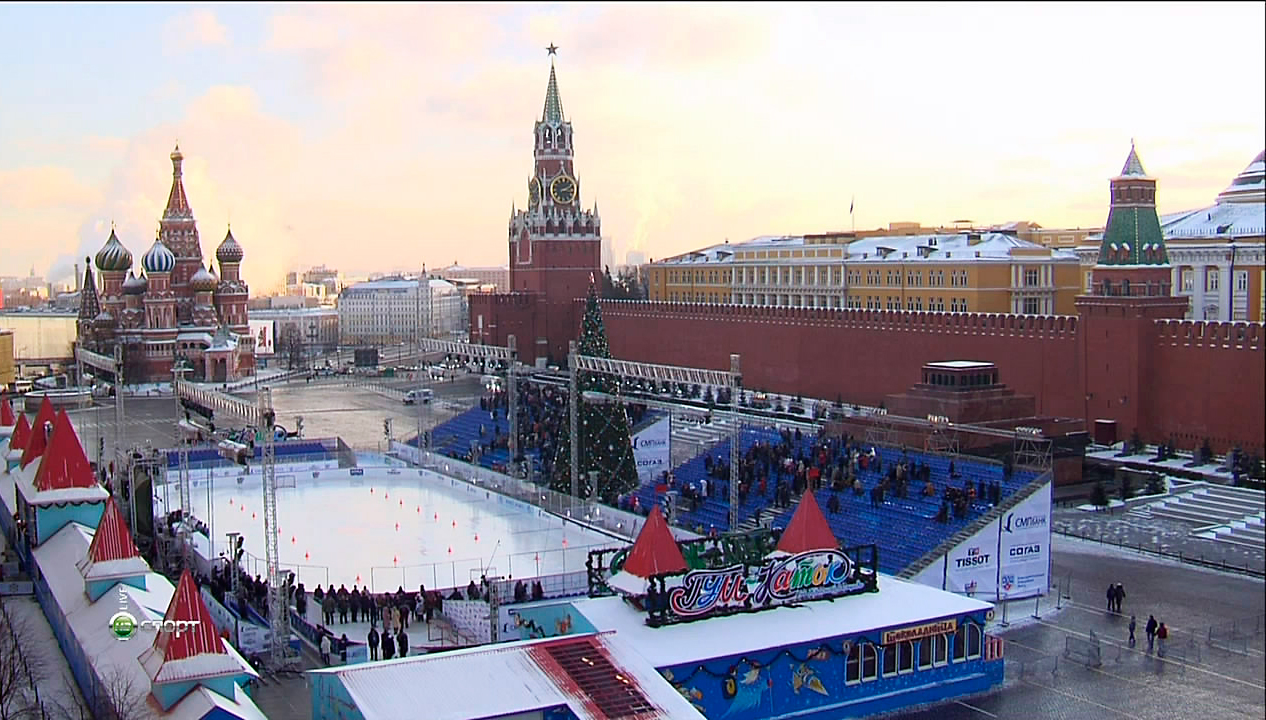
Utkání hvězd pod širým nebem v Moskvě

## Hráči
První pětku hráčů a prvního brankáře nominuje do utkání hlasování fanoušků; druhou pětku a druhého brankáře vybírají zástupci médií. Zbytek týmů pak skládají trenéři.

## Ročníky
| Rok           | Datum                                   | Místo                                   | Tým 1 Kapitán 1                         | Skóre                                   | Tým 2 Kapitán 2                         |
| ------------- | --------------------------------------- | --------------------------------------- | --------------------------------------- | --------------------------------------- | --------------------------------------- |
| 2009          | 10. leden                               | Moskva                                  | All-Star World Jaromír Jágr             | 7–6                                     | All-Star Rusko Alexej Jašin             |
| 2010          | 30. leden                               | Minsk                                   | All-Star World Jaromír Jágr             | 11–8                                    | All-Star Rusko Alexej Jašin             |
| 2011          | 5. únor                                 | Petrohrad                               | Tým Východ Jaromír Jágr                 | 18–16                                   | Tým Západ Alexej Jašin                  |
| 2012          | 21. leden                               | Riga                                    | Tým Východ Sergej Fjodorov              | 15–11                                   | Tým Západ Sandis Ozoliņš                |
| 2013          | 13. leden                               | Čeljabinsk                              | Tým Východ Alexej Morozov               | 18–11                                   | Tým Západ Ilja Kovalčuk                 |
| 2014          | 11. leden                               | Bratislava                              | Tým Východ Sergej Mozjakin              | 16–18                                   | Tým Západ Ilja Kovalčuk                 |
| 2015          | 25. leden                               | Soči                                    | Tým Východ Ilja Kovalčuk                | 16–18                                   | Tým Západ Danis Zaripov                 |
| 2016          | 23. leden                               | Moskva                                  | Tým Východ Alexander Radulov            | 28–23                                   | Tým Západ Sergej Mozjakin               |
| 2017 (finále) | 22. leden                               | Ufa                                     | Černyšovova divize Jevgenij Medveděv    | 3–2                                     | Tarasovova divize Maxim Afinogenov      |
| 2018 (finále) | 10. leden                               | Astana                                  | Tarasovova divize Dmitri Kagarlitsky    | 5–4                                     | Černyšovova divize Nigel Dawes          |
| 2019 (finále) | 20. leden                               | Kazaň                                   | Bobrovova divize Július Hudáček         | 3–4                                     | Černyšovova divize Igor Bobkov          |
| 2020 (finále) | 19. leden                               | Moskva                                  | Bobrovova divize Vadim Šipačov          | 7–6sn.                                  | Černyšovova divize Kirill Kaprizov      |
| 2021 (finále) | Nehrálo se z důvodu pandemie covidu-19. | Nehrálo se z důvodu pandemie covidu-19. | Nehrálo se z důvodu pandemie covidu-19. | Nehrálo se z důvodu pandemie covidu-19. | Nehrálo se z důvodu pandemie covidu-19. |
| 2022 (finále) |                                         | Riga                                    |                                         |                                         |                                         |